# Helga Pfeil-Braun
Helga Pfeil-Braun (* 27. Mai 1925 in Frankfurt am Main; † 14. Juli 2016 ebenda) war eine deutsche Buchautorin und Pionierin im Bereich der Weiterbildung von Sekretärinnen.

## Leben
Helga Pfeil-Braun wurde durch die Gründung des Sekretärinnen-Studio Helga Braun am Roßmarkt in Frankfurt am Main Anfang der 1950er Jahre bekannt; auch durch einige später folgende Publikationen, wie z. B. Wie werde ich Chefsekretärin. Sie verließ die Berufsschule als staatlich geprüfte Chemotechnikerin, arbeitete jedoch nach dem Zweiten Weltkrieg zeitweilig als Chefsekretärin und Prokuristin. Sie begann zunächst mit Abendkursen, später mit Tages- und Wochenkursen. Ihre Arbeit wurde zu einem Sprungbrett für zehntausende berufstätiger Frauen im Büro. Anfang 2012 wurden zahlreiche ihrer Unterlagen in dem Archiv des Frankfurter Institutes für Stadtgeschichte verwahrt.
Pfeil-Braun lebte bis zuletzt in einer Seniorenresidenz in Frankfurt-Bergen-Enkheim.

## Werke (Auswahl)
- Mit Inge Sollwedel: Das grosse Anredenbuch: mit über 1500 Amtsbezeichnungen und Titeln in einem ausführlichen Stichwortverzeichnis. Verlag Moderne Industrie, Landsberg/Lech 7. Auflage 1993, ISBN 3-478-25047-1 (Erstausgabe 1966)
- So werde ich Chefsekretärin. Verlag Moderne Industrie, München 1974.
- Chefentlastung durch die Sekretärin. Verlag Moderne Industrie, Augsburg 1971.
- Erfolgreiche Briefe, erfolgreiche Telefonate. Verlag Moderne Industrie, Augsburg 1971.